# Diván-i Shams-i Tabrizi

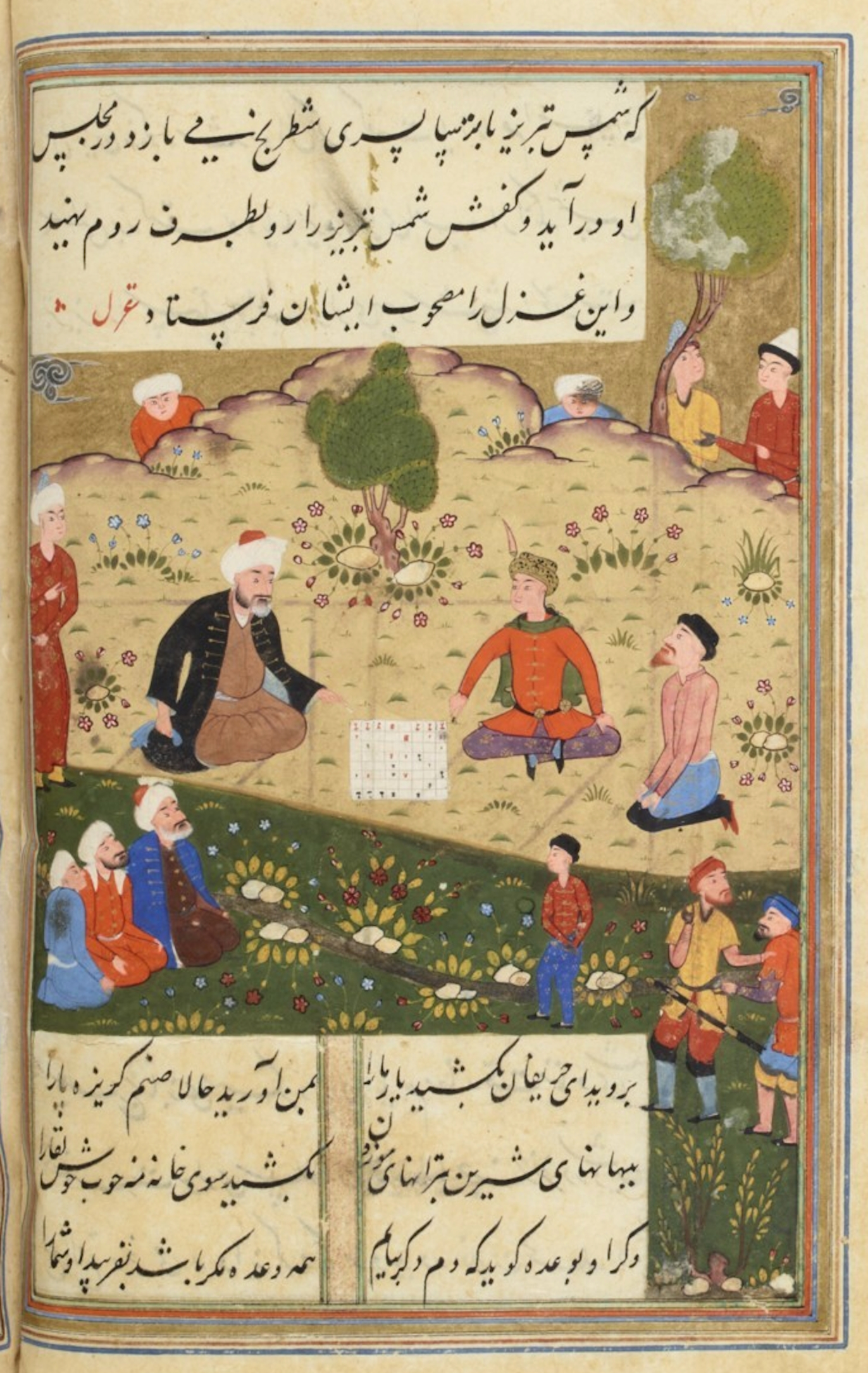
Una página de una copia de alrededor de 1503 del Divan-i Shams-i Tabrizi. Para más detalles, véase: Rumi ghazal 163.

Divan-i Kabir (Persa:دیوان کبیر), también conocido como Divan-i Shams (دیوان شمس) y Divan-i Shams-i Tabrizi (دیوان شمس تبریزی), es una colección de poemas escritos por el poeta persa y místico sufí Rumi, escritos en lengua persa, que contiene más de 40.000 versos, compuesto por alrededor de 3.200 gazales, 1.600 rubaiyat (cuartetos) y 44 tarji-bands. Si bien sigue la larga tradición de la poesía sufí, así como las convenciones métricas tradicionales de los gazales, los poemas del Diván muestran el estilo poético único y evocador de Rumi. Escrito tras la desaparición de su amado maestro espiritual, Shams-i Tabrizi, el Diván está dedicado a Shams y contiene numerosos versos que lo alaban y lamentan su muerte. Aunque no se trata de una obra didáctica como el Masnavi, el Diván explora temas filosóficos profundos, en particular los del amor y el anhelo.

## Contenido
El Diván contiene poemas en varias métricas. Contiene 44.292 versos según la edición de Foruzanfar, que se basa en los manuscritos más antiguos disponibles. Está compuesto por 3.229 gazales en cincuenta y cinco métricas diferentes (34.662 versos); 44 tarji-bands (1.698 versos); y 1.983 cuartetos o rubaiyat (7.932 versos). Aunque la mayoría de los poemas están escritos en persa, también hay algunos en árabe, así como algunos poemas bilingües escritos en turco, árabe y griego.
La mayoría de los poemas del Diván siguen la forma del gazal, un tipo de poema lírico a menudo utilizado para expresar temas de amor y amistad, así como temas teológicos sufíes. Por convención, los poetas que escribían gazales a menudo adoptaban personajes poéticos que luego invocaban como seudónimos al final de sus poemas, en lo que se denomina takhallos. Rumi firmó la mayoría de sus propios gazales como Khâmush (Silencio) o Shams-i Tabrizi . Aunque pertenecía a una larga tradición de poesía sufí, Rumi desarrolló su propio estilo único. Cabe destacar que, debido a la manera improvisada en que Rumi componía sus poemas, gran parte de su poesía tiene un estilo extático, casi de trance, que difiere de las obras de otros poetas islámicos profesionales.  Evidentemente, Rumi consideraba que las restricciones métricas tradicionales de los ghazals eran limitantes, y en un ghazal se lamentaba de que adaptar sus poemas al metro tradicional “dum-ta-ta-dum” del ghazal era un proceso tan terrible que casi lo mató. 

## Legado
El Diván ha influido en varios poetas y escritores. Los trascendentalistas estadounidenses como Ralph Waldo Emerson y Walt Whitman estaban familiarizados con el Diván y se inspiraron en su misticismo filosófico.  Muchos poetas de finales de la época victoriana y georgiana en Inglaterra también conocieron a Rumi a través de la traducción del Diván de Nicholson. 
La publicación de una traducción completa al inglés en veinte volúmenes del original persa, hecha por Jeffrey R. Osborne se completó en 2020.

### Citas
1. ↑  Gamard, Ibrahim. «Mawlana Rumi Resources on the Internet». Electronic School of Masnavi Studies.
2. ↑  «The Golpinarli/sErgin/Osborne/Sobhani-Foruzanfar Concordance (completed April 2020)». Electronic School of Masnavi Studies.